# Öckerö landskommun
Öckerö landskommun var en tidigare kommun i föruvarande Göteborgs och Bohus län.

## Administrativ historik
I Öckerö socken i Västra Hisings härad i Bohuslän inrättades när 1862 års kommunalförordningar trädde i kraft denna landskommun. Kommunen påverkades inte av 1952 års kommunreform.
I kommunen fanns följande municipalsamhällen, samtliga inrättade 3 september 1915 och upplösta 31 december 1959:
- Hönö municipalsamhälle, före 1933 benämnt Hönö-Klåva municipalsamhälle
- Hälsö municipalsamhälle
- Kalvsunds municipalsamhälle
- Källö-Knippla municipalsamhälle

Kommunen upphörde med utgången av år 1970 då den ombildades till Öckerö kommun. Kommunkod 1952–70 var 1407.
Judiciellt sorterade Öckerö kommun under Inlands fögderi från 1918 till 1946 och dessförinnan och efter Göteborgs fögderi. Kommunen ingick till 1955 i Askims, Hisings och Sävedals tingslag och därefter i Hisings, Sävedals och Kungälvs tingslag. Och åtminstone runt 1958 ingick kommunen i Hisings landsfiskalsdistrikt

### Kyrklig tillhörighet
I kyrkligt hänseende tillhörde kommunen Öckerö församling.

## Kommunvapnet
Blasonering: I blått ett stim sillar av silver - ordnade tre, två, tre, två - och däröver en av en karvskura bildad ginstam av silver, belagd med en blå roddbåt.
Vapnet utformades av Svenska Kommunalheraldiska Institutet och antogs av kommunen 1956, men fastställdes aldrig av Kungl Maj:t. Det registrerades i PRV enligt det nyare regelverket år 1979 med den nuvarande blasoneringen, som skiljer sig något från den ursprungliga.

## Geografi
Öckerö landskommun omfattade den 1 januari 1952 en areal av 25,30 km², varav 25,07 km² land.

### Tätorter i kommunen 1960
| Tätort         | Folkmängd |
| -------------- | --------- |
| Hönö           | 2 557     |
| Öckerö         | 1 652     |
| Källö-Knipplan | 645       |
| Björkö         | 602       |
| Hälsö          | 542       |
| Fotö           | 368       |
| Rörö           | 363       |

Tätortsgraden i kommunen var den 1 november 1960 95,1 procent.

## Politik

### Mandatfördelning i valen 1938–1966
| 6 | 9 | 15 |

| 30 |

| 30 |

| 30 |

| 16 | 14 |

| 29 |

| 6 | 16 | 18 |

| 39 |

| 7 | 17 | 16 |

| 39 |

| 8 | 16 | 16 |

| 39 |

| 9 | 14 | 17 |

| 39 |

| 9 | 16 | 2 | 13 |

| 37 |